# Leonotis leonurus
 (mars 2022).
La mise en forme du texte ne suit pas les recommandations de Wikipédia : il faut le « wikifier ».
Les points d'amélioration suivants sont les cas les plus fréquents. Le détail des points à revoir est peut-être précisé sur la page de discussion.
- Les titres sont pré-formatés par le logiciel. Ils ne sont ni en capitales, ni en gras.
- Le texte ne doit pas être écrit en capitales (les noms de famille non plus), ni en gras, ni en italique, ni en « petit »…
- Le gras n'est utilisé que pour surligner le titre de l'article dans l'introduction, une seule fois.
- L'italique est rarement utilisé : mots en langue étrangère, titres d'œuvres, noms de bateaux, etc.
- Les citations ne sont pas en italique mais en corps de texte normal. Elles sont entourées par des guillemets français : « et ».
- Les listes à puces sont à éviter, des paragraphes rédigés étant largement préférés. Les tableaux sont à réserver à la présentation de données structurées (résultats, etc.).
- Les appels de note de bas de page (petits chiffres en exposant, introduits par l'outil «  Source ») sont à placer entre la fin de phrase et le point final[comme ça].
- Les liens internes (vers d'autres articles de Wikipédia) sont à choisir avec parcimonie. Créez des liens vers des articles approfondissant le sujet. Les termes génériques sans rapport avec le sujet sont à éviter, ainsi que les répétitions de liens vers un même terme.
- Les liens externes sont à placer uniquement dans une section « Liens externes », à la fin de l'article. Ces liens sont à choisir avec parcimonie suivant les règles définies. Si un lien sert de source à l'article, son insertion dans le texte est à faire par les notes de bas de page.
- La présentation des références doit suivre les conventions bibliographiques. Il est recommandé d'utiliser les modèles {{Ouvrage}}, {{Chapitre}}, {{Article}}, {{Lien web}} et/ou {{Bibliographie}}. Le mode d'édition visuel peut mettre en forme automatiquement les références.
- Insérer une infobox (cadre d'informations à droite) n'est pas obligatoire pour parachever la mise en page.

Pour une aide détaillée, merci de consulter Aide:Wikification.
Si vous pensez que ces points ont été résolus, vous pouvez retirer ce bandeau et améliorer la mise en forme d'un autre article.
Espèce
Synonymes
- Hemisodon leonurus (L.) Raf.  (1837)
- Leonurus africanus Mill.      (1768)
- Leonurus grandiflorus Moench     (1794)
- Leonurus superbus Medik.     (1784)
- Phlomis leonurus L.         (1753)
- Phlomis speciosa Salisb.    (1796)

Leonotis leonurus est une espèce de plantes à fleurs de la famille des menthes, les Lamiaceae. La plante est un arbrisseau, ou un petit arbuste, persistant à feuilles larges originaire d'Afrique du Sud et d'Afrique australe, où elle est très commune. Il est connu pour ses propriétés médicinales. On prétend que le principal composant psychoactif de Leonotis leonurus est la léonurine, même si la «léonurine» n'a jamais été trouvée dans la plante à l'aide d'analyses chimiques. Comme les autres plantes de la famille de la menthe, elle contient également de la marrubiine . Le nom « dagga sauvage » le lie étroitement au cannabis, car « dagga » dérivé du Khoikhoi « dachab » est un nom indigène sud-africain pour les espèces de cannabis. Ce nom peut être un abus de langage, car aucune partie de la plante n'est utilisée comme hallucinogène.

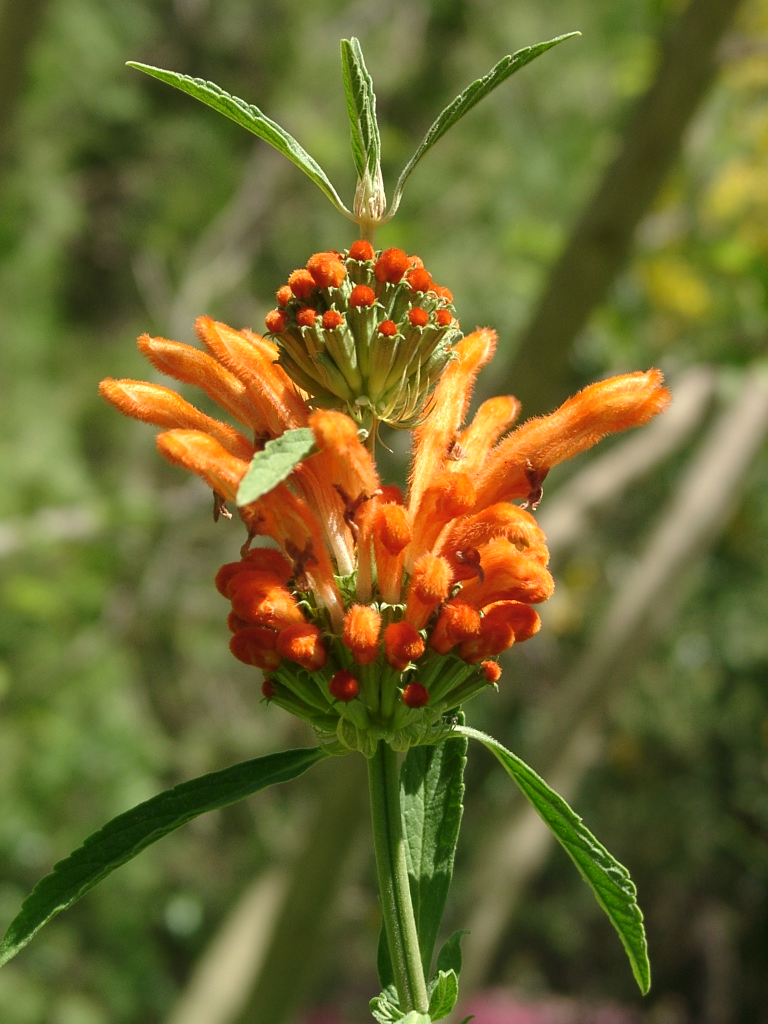

## Description
L'arbuste de 1 a 2 m de hauteur, et de 1,5  m de large. Les feuilles d'un vert moyen-foncé font 5 à 10 cm de longues et sont aromatiques lorsqu'elles sont écrasées. La plante a des fleurs orange tubulaires en verticilles étagées, typiques de la famille de la menthe, qui encerclent les tiges carrées. Ils s'élèvent au-dessus de la masse du feuillage pendant la saison estivale, la floraison se poursuivant en hiver dans les climats plus chauds ,.

### Variation de la couleur des fleurs
Une variété blanche (connue familièrement sous le nom de « Alba ») et une variété jaune existent également.

### Écologie
L'habitat naturel de Leonotis leonurus est constitué de prairies humides d'Afrique australe. Il attire les oiseaux nectivores (principalement les souimangas), ainsi que divers insectes comme les papillons. La couleur principalement orange à rouge orangé et la forme tubulaire des fleurs indiquent sa co-évolution avec les souimangas africains, qui ont des becs incurvés adaptés pour se nourrir de fleurs tubulaires.

## Culture
Leonotis leonurus est cultivé comme plante ornementale pour ses abondants épis de fleurs d'oranger et est utilisé comme accent ou écran dans les jardins et les parcs ,. Il est modérément tolérant à la sécheresse et constitue une source de nectar pour les oiseaux et les papillons dans les paysages. Il a été introduit en Europe dans les années 1600.
La queue de lion peut surtout être trouvée dans d'autres régions climatiques subtropicales et méditerranéennes au-delà de l'Afrique du Sud telles que la Californie, Hawaï , et l'Australie où elle s'est naturalisée dans certaines régions. Dans les climats plus frais, il est utilisé comme plante de serre annuelle et hivernale.

## Pharmacologie et toxicologie
Le principal composant actif, la marrubiine (lactone diterpénique)  possède à la fois des propriétés antioxydantes et cardioprotectrices et s'est avéré améliorer de manière significative la fonction myocardique,.
Une étude animale expérimentale suggère que l'extrait aqueux de feuilles de Leonotis leonurus possède des propriétés antinociceptives (antidouleur), anti- inflammatoires et hypoglycémiantes .
Une étude animale chez le rat a indiqué qu'à fortes doses, la queue de lion a des effets toxicologiques néfastes importants sur les organes, les globules rouges, les globules blancs et d'autres fonctions corporelles importantes. Les tests de toxicité aiguë chez les animaux ont causé la mort de ceux qui ont reçu 3200 dose mg/kg. À 1600 mg/kg d'extrait a entraîné des changements dans les globules rouges, la concentration d'hémoglobine, le volume corpusculaire moyen, les plaquettes et les globules blancs.

## Utilisations traditionnelles
Les infusions à base de fleurs et de graines, de feuilles ou de tiges sont largement utilisées pour traiter la tuberculose, la jaunisse, les crampes musculaires, l'hypertension artérielle, le diabète, les hépatites virales, la dysenterie et la diarrhée,. Les feuilles, les racines et l'écorce sont utilisées comme émétique pour les morsures de serpent, les piqûres d'abeilles et de scorpions. Le jus de tige frais est utilisé comme infusion bue pour "l'impureté du sang" dans certaines régions d'Afrique du Sud.

## Utilisations récréatives
Les feuilles et les fleurs séchées ont un léger effet calmant lorsqu'elles sont fumées. Chez certains utilisateurs, les effets ont été notés comme étant similaires au cannabinoïde THC trouvé dans le cannabis, sauf qu'il a un high beaucoup moins puissant. Il a également été rapporté qu'il provoque une légère euphorie, des changements visuels et une sedation douce. Les effets indésirables peuvent comprendre des étourdissements, des nausées et de la transpiration.
Il est parfois utilisé comme substitut du cannabis par les utilisateurs récréatifs comme alternative aux plantes psychoactives illégales.

## Statut légal

### Lettonie
Leonotis leonurus est illégal en Lettonie depuis novembre 2009. C'est un médicament de l'annexe 1. La possession de quantités jusqu'à 1 gramme est passible d'une amende pouvant aller jusqu'à 280 euros. La possession et la distribution de plus grandes quantités peuvent être punies d'une peine pouvant aller jusqu'à 15 ans de prison.

### Pologne
Leonotis leonurus a été interdit en Pologne en mars 2009. La possession et la distribution entraînent une accusation criminelle .